# Alexander von Bach
Alexander Freiherr von Bach (ur. 4 stycznia 1813 w Loosdorfie, zm. 12 listopada 1893 r., Unterwaldersdorfie) – austriacki polityk, adwokat, jeden z przywódców burżuazji austriackiej.
W marcu 1848 r. w Wiedniu uczestniczył w walkach ulicznych. Następnie przeszedł na pozycje konserwatywne. Od lipca 1848 r. objął stanowisko ministra sprawiedliwości, od maja 1849 r. ministra spraw wewnętrznych (niem. Minister der Innern), którym pozostawał do 1859 roku.
Jego polityka określana jako neoabsolutyzm miała charakter konserwatywny, centralistyczny, germanizacyjny i klerykalny (w 1855 r. za sprawą hr. Thuna zawarł konkordat ze Stolicą Apostolską). Jego działania zmierzały do poprawienia gospodarki cesarstwa. Przyczynił się m.in. do zniesienia sądów patrymonialnych oraz uwłaszczenia chłopów. Po odejściu z rządu w latach 1859–1865 piastował stanowisko ambasadora w Państwie Kościelnym.

## Odznaczenia
Odznaczenia Alexandra von Bacha:
- Krzyż Wielki Orderu Leopolda
- Krzyż Wielki Orderu Franciszka Józefa
- Krzyż Wielki Orderu Piusa IX (Państwo Kościelne)
- Krzyż Wielki Orderu Wilhelma (Hesja)
- Krzyż Wielki Orderu Ernestyńskiego (Saksonia)